# Gottlob Nathusius (Unternehmen)

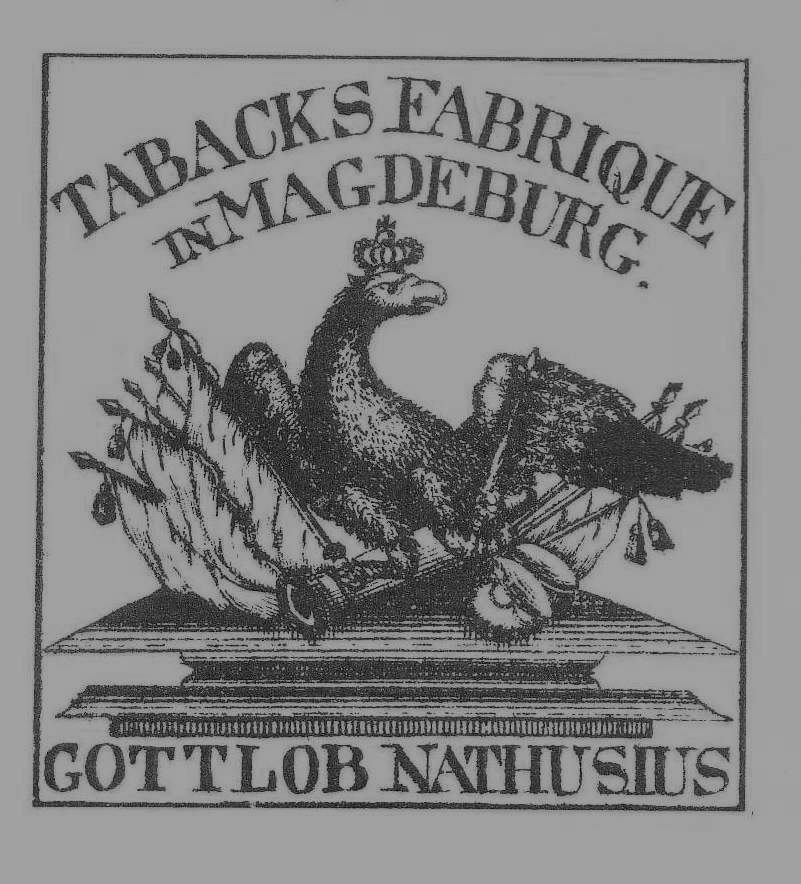

Die Magdeburger Firma Gottlob Nathusius bestand von 1786 bis 1950. Sie gehörte vor dem Zweiten Weltkrieg zu den größten und bekanntesten Tabak- und Zigarrenfabriken Deutschlands und begründete den Reichtum von Johann Gottlob Nathusius. Sie blieb bis zur Enteignung 1950 in der Hand der Familie und wurde von fünf Generationen geführt.

## Johann Gottlob Nathusius’ Tabakfabrik
Johann Gottlob Nathusius hatte nach einer kaufmännischen Ausbildung in Hamburg für den angesehenen Magdeburger Kaufmann Johann Julius Sengewald gearbeitet. Als der am 14. April 1785 starb, wurde Nathusius zunächst Geschäftsführer der Sengewald'schen Großhandlung, kurze Zeit später übernahm er das Geschäft auf eigene Rechnung.

### Gründung

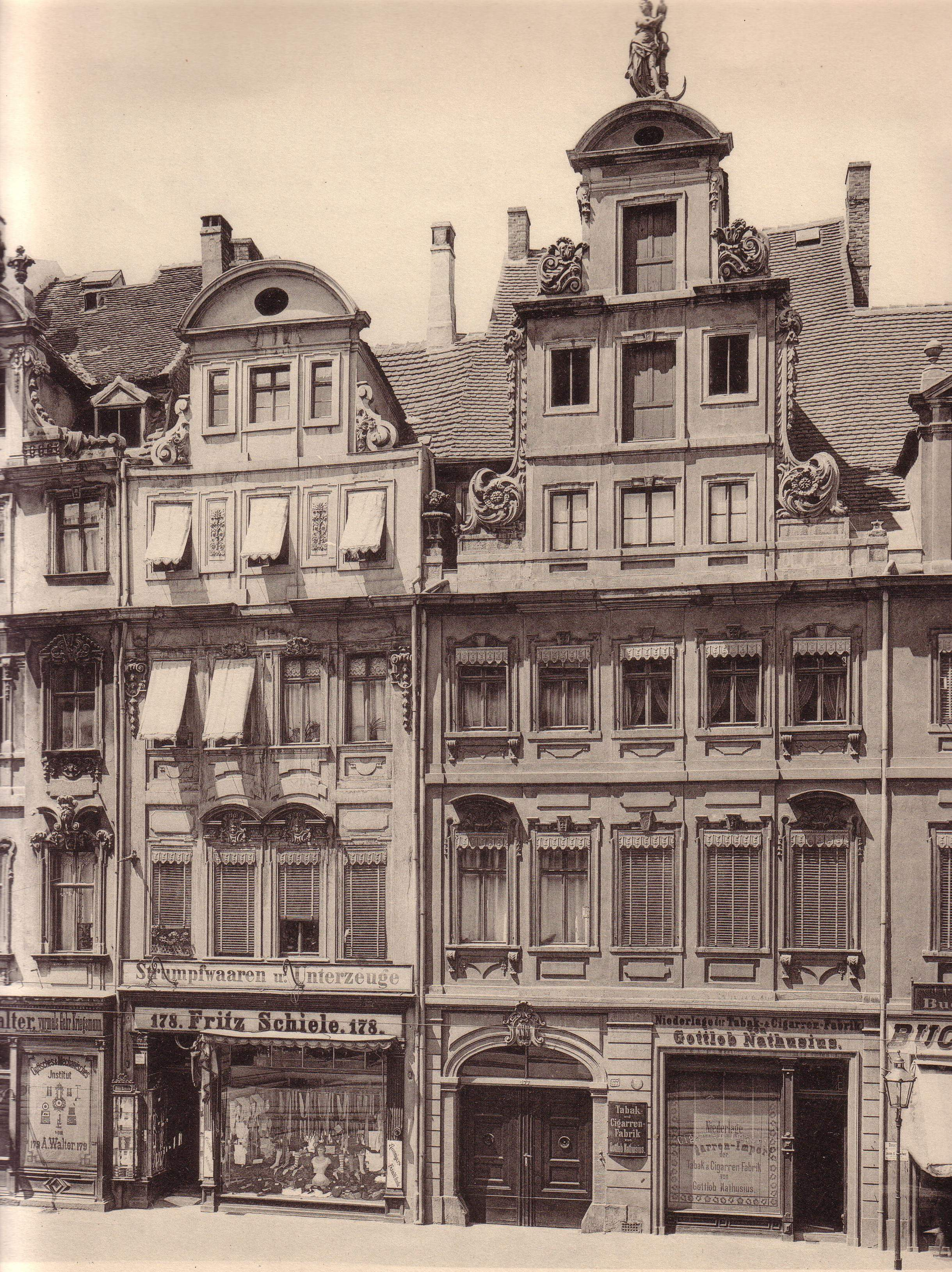
Ehemalige, etwa 1720 erbaute Häuser am Breiteweg 177 und 178, Geschäftssitz und Wohnhaus des Johann Gottlob Nathusius in Magdeburg

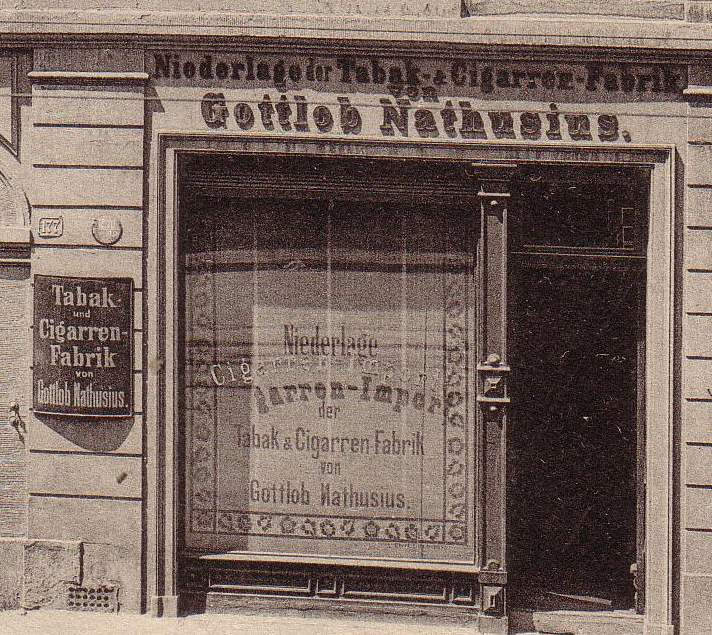
Das Ladengeschäft der Tabak- und Zigarrenfabrik Gottlob Nathusius in Magdeburg, Breiteweg 177

Nach dem Tod König Friedrichs des Großen am 17. Oktober 1786 hob die neue preußische Regierung unter seinem Nachfolger Friedrich Wilhelm II., der staatlich organisierte Monopole und Prohibition ablehnte, im Dezember 1786 das bis dahin bestehende Tabakmonopol auf. Kurze Zeit später kam als Ergänzung zur Sicherstellung der Produktionsqualität eine Konzessionspflicht dazu. Nathusius entschloss sich, neben dem Handelsgeschäft eine Tabakfabrikation zu errichten. Im selben Jahr wurde die Firma Richter & Nathusius gegründet, bei der neben Nathusius auch der Schwager des verstorbenen Sengewald, Wilhelm Richter, als Teilhaber mit eintrat. Es war die erste preußische Tabakfabrik. Später firmierte der Betrieb unter Gottlob Nathusius.
Damals wurde Tabak vorwiegend zu Schnupftabak verarbeitet, Zigarren waren noch nicht üblich, und nur ein kleiner Teil wurde in – zumeist holländischen – Tonpfeifen geraucht. Der Tabak wurde in der Regel bereits verarbeitet importiert, da die deutsche Tabakproduktion einen schlechten Ruf hatte. In der neugegründeten Firma wurden also zunächst Versuche angestellt, Rohtabak auf bislang unübliche Art zu bearbeiten. Nach kurzer Zeit war eine neuartige Verarbeitungsform der importierten Tabakblätter gefunden. Anstelle des vormals üblichen Zusatzes vieler Geschmacksverstärker (sogenannter „Saucen“) zu stark gegorenen Blättern, wurde bei Gottlob Nathusius nur noch leicht angegoren und den Blättern neben Kochsalz nur gereinigte Pottasche zugesetzt. So entstand ein natürliches und dennoch aromatisches Produkt.

### Die ersten Jahre
Gemeinsam mit seinem Partner hatte Nathusius 1788 ein Haus im Breiten Weg (Nr. 177) in der Magdeburger Innenstadt im Wert von 8.000 Talern erworben. Hier wurde die Firma etabliert. In dem vierstöckigen Gebäude konnte Nathusius nicht nur wohnen, sondern bis zu 70 Personen bei der Tabakherstellung einsetzen. Außerdem wurden eine Bleiwalze (Blei wurde zum Einwickeln des Schnupftabaks benötigt), eine Buchdruckerpresse und eine Siegellackproduktion installiert, um Verpackungsmaterial herstellen zu können.
Wie auch andere Magdeburger Tabakfabrikanten wurde in den 1790er Jahren auch Ackerland außerhalb der Stadt (etwa 5 Hektar) gepachtet. Dort ließ Nathusius Tabak anbauen. Später wurden hier gewonnene Erkenntnisse im größeren Umfang in Althaldensleben verwertet. Den größten Teil des Rohmaterials bezog die Fabrik aus der Uckermark, aus Polen, Galizien, Russland und Ungarn. Das Unternehmen hatte zur Abwicklung der Geschäfte vor Ort Kommissionäre in Sankt Petersburg, Pressburg und Pest. Die gefertigten Produkte wurden im Herzogtum Magdeburg, in Hamburg, in Anhalt und in Sachsen abgesetzt.
Wilhelm Richter starb 1793, die Firma beschäftigte zu dem Zeitpunkt bereits 130 Personen und war 100.000 Taler wert. Nach dem Tod des Partners übernahm Nathusius dessen Anteile.
Ende des Jahrhunderts war Nathusius’ Manufaktur in der Elbstadt der führende Tabakhersteller und von erheblicher Bedeutung für das örtliche Wirtschaftsleben. Rund 300 Menschen arbeiteten in der Fabrik, von den 1799 verarbeiteten rund 22.500 Zentnern Tabak entfielen 1799 über die Hälfte auf Nathusius’ Betrieb.
Zu Beginn des 19. Jahrhunderts war Nathusius zum reichsten Magdeburger Bürger geworden. 10 % der produzierten Waren wurden ins Ausland verkauft, der Rest wurde innerhalb der Monarchie abgesetzt. Nach 1800 wurden auch ein neues Stampfmühlenwerk und eine eigene Seilerei errichtet. Für die Mahlwerke wurden 16 Pferde gehalten.
Es kam zunehmend zu Konfrontationen mit den noch handwerklich arbeitenden Tabakspinnern. Sie mussten sich auf die Herstellung von Rolltabak und zwei Sorten geschnittenen Rauchtabaks beschränken und konnten sich im Markt nicht mehr gegen die industriell produzierenden Fabriken behaupten. Tabakspinner in Magdeburg forderten deshalb, dass das Nathusius'sche Unternehmen keinen Rolltabak mehr herstellen dürfe. Die Behörden unterstützten jedoch die Liberalisierung der Produktion.

### Das zweite preußische Tabakmonopol
Als Preußen 1797 im Laufe der Koalitionskriege in finanzielle Schwierigkeiten geriet, wurde das Tabakmonopol erneut eingeführt. Bislang private Fabriken wurden auf Rechnung der Königlichen Administration weitergeführt. Mit Blick auf seine Erfolge als Tabakunternehmer wurde Nathusius zum General-Fabrikdirektor für alle Fabriken ernannt. Im selben Jahr nach Regierungsantritt König Friedrich Wilhelms III. wurde das Monopol bereits wieder aufgehoben, Nathusius konnte wieder seine Magdeburger Fabrik übernehmen.
1798 bezeichnete man in Magdeburg mit „Cigaros“ Rauchtabak, der an einem Ende angezündet wurde und ohne Pfeife geraucht wurde. Der Anteil der Tabakindustrie an der gesamten industriellen Produktion Magdeburgs war bedeutend und betrug 6 %.

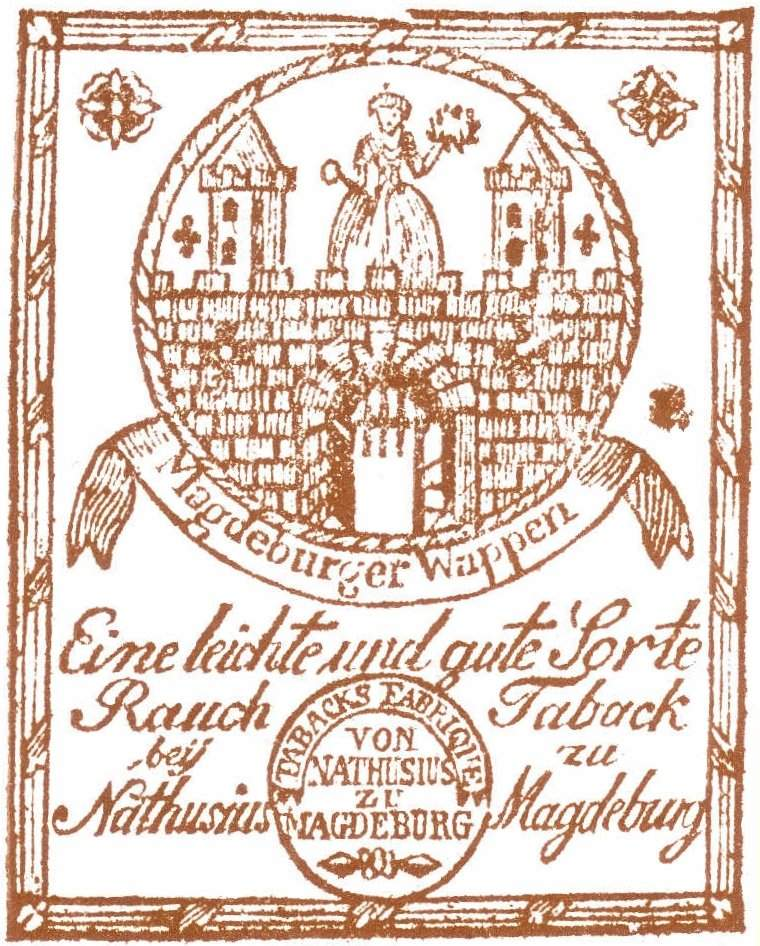
Etikett für Rauchtabak der Nathusius-Marke Magdeburger Wappen

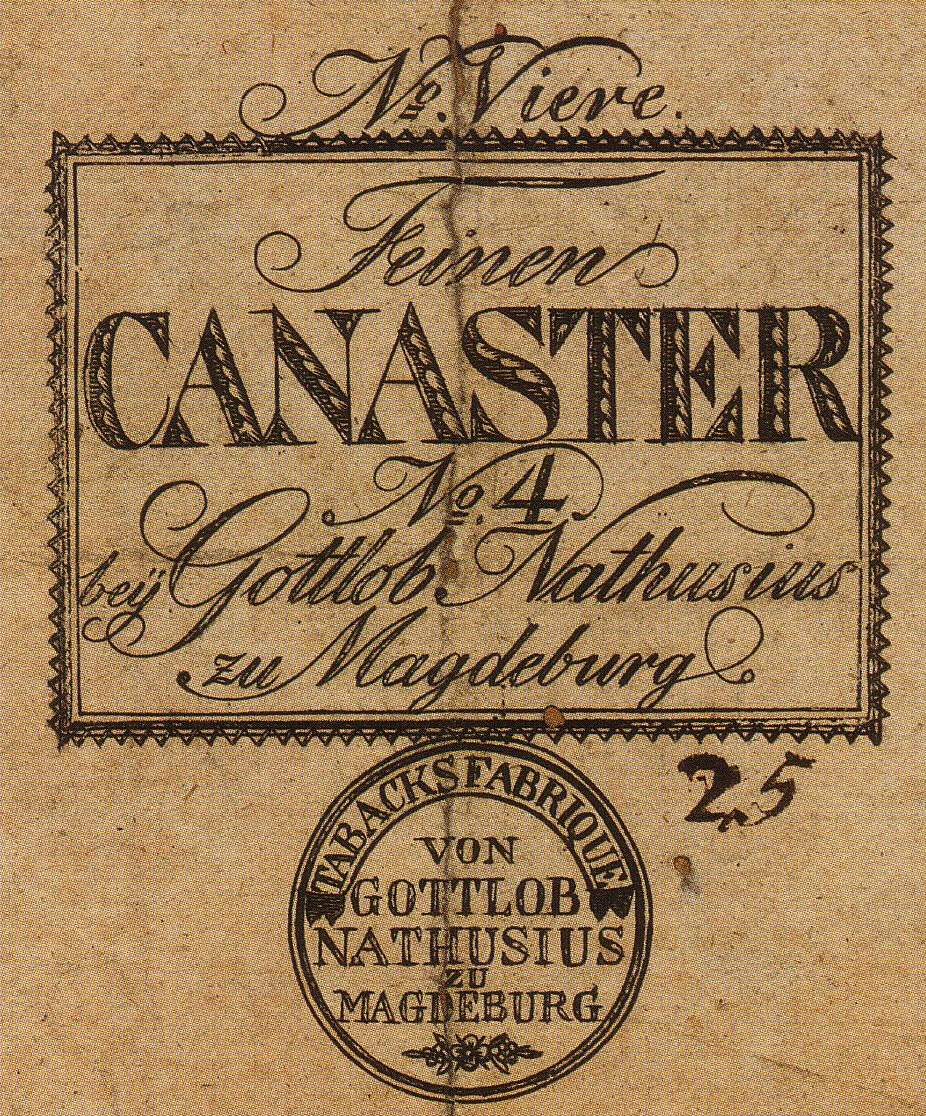
Etikett für Canaster, einem feinen Tabak nach niederländischer Art

### Kriegszeiten
Die bereits 1792 begonnenen Koalitionskriege betrafen ab 1804 zunehmend die Magdeburger Gegend.
Spätestens seit Preußens Niederlage bei der Schlacht bei Jena und Auerstedt, dem anschließenden Einzug französischer Truppen in Berlin, und mit der durch Napoleon erhobenen Kontinentalsperre gegen England, kam es neben den Kriegsfolgen zu deutlich erschwerten Wirtschaftsbedingungen in Magdeburg. Die Probleme in der Produktion wurden begleitet von einem Rückgang der Nachfrage aufgrund des Mangels an verfügbaren Zahlungsmitteln und der Verarmung ländlicher Gegenden.

### Königreich Westphalen
Das 1807 auf Basis des Tilsiter Friedens entstandene Königreich Westphalen brachte den Kaufleuten und Produzenten des eingegliederten Magdeburgs zunächst erhebliche Steuerlasten. Es ergaben sich in dem liberalisierten Markt aber auch geschäftliche Möglichkeiten. So konnte Nathusius 1810 das bei Magdeburg gelegene, säkularisierte Klostergut Althaldensleben kaufen. Als dann 1813 eine Belagerung der Stadt durch anrückende preußische Truppen bevorstand, wurde die Tabakfabrik Gottlob Nathusius am 28. August 1813 von Magdeburg nach Althaldensleben verlegt, wo es geeignete Gebäude gab und die Produktion ungestört weitergeführt werden konnte. Nach dem Abzug der französischen Truppen wurde die Tabakproduktion am 4. Mai 1814 wieder nach Magdeburg in die Straße Breiter Weg zurückverlegt. G. A. Hillebrand und Jacob Steinbrück wurden Prokuristen.

### Wieder Preußen
Mit der Völkerschlacht bei Leipzig im Jahr 1813 wurde das Ende des Königreichs Westphalen eingeleitet. Es kam zur Wiederherstellung der ursprünglichen Territorien, Magdeburg wurde wieder preußisch. Die jungen Industrien, darunter auch die industrielle Tabakherstellung erlebten einen starken Aufschwung. Ab 1813 verschwand auch der Beruf des Tabakspinners. Die Firma Gottlob Nathusius verfügte wegen ihrer vorteilhaften Preisgestaltung bald über einen enormen Absatzmarkt.

## Unter den Nachfolgern
Im Jahr 1835 starb Johann Gottlob Nathusius. Die bisherigen Prokuristen Hillebrand und Steinbrück führten – als Mitgesellschafter – die Firma auf Rechnung der Erben weiter. Am 1. Januar 1845 wurde nach achtjähriger Tätigkeit in der Firma der Neffe des verstorbenen Gründers, Moritz Nathusius (1815–1886), als Teilhaber aufgenommen. Er und seine Nachkommen führten die Firma bis 1950.

### Moritz Nathusius
Am 1. Januar 1849 traten Hillebrand und Steinbrück aus der Firma aus, und Moritz Nathusius übernahm die Fabrik als Alleingesellschafter. Zu der bis dahin betriebenen Herstellung von Rauch-, Kau- und Schnupftabak wurde nun auch die Fabrikation von Zigarren aufgenommen. Die Zigarren-Produktion wurde weiter ausgebaut, vor allem als mit Gottlob August Nathusius (1849–1906), der Sohn des Moritz Nathusius, am 1. Januar 1875 in nunmehr dritter Generation als Teilhaber in die Firma aufgenommen wurde.

### Gottlob August Nathusius

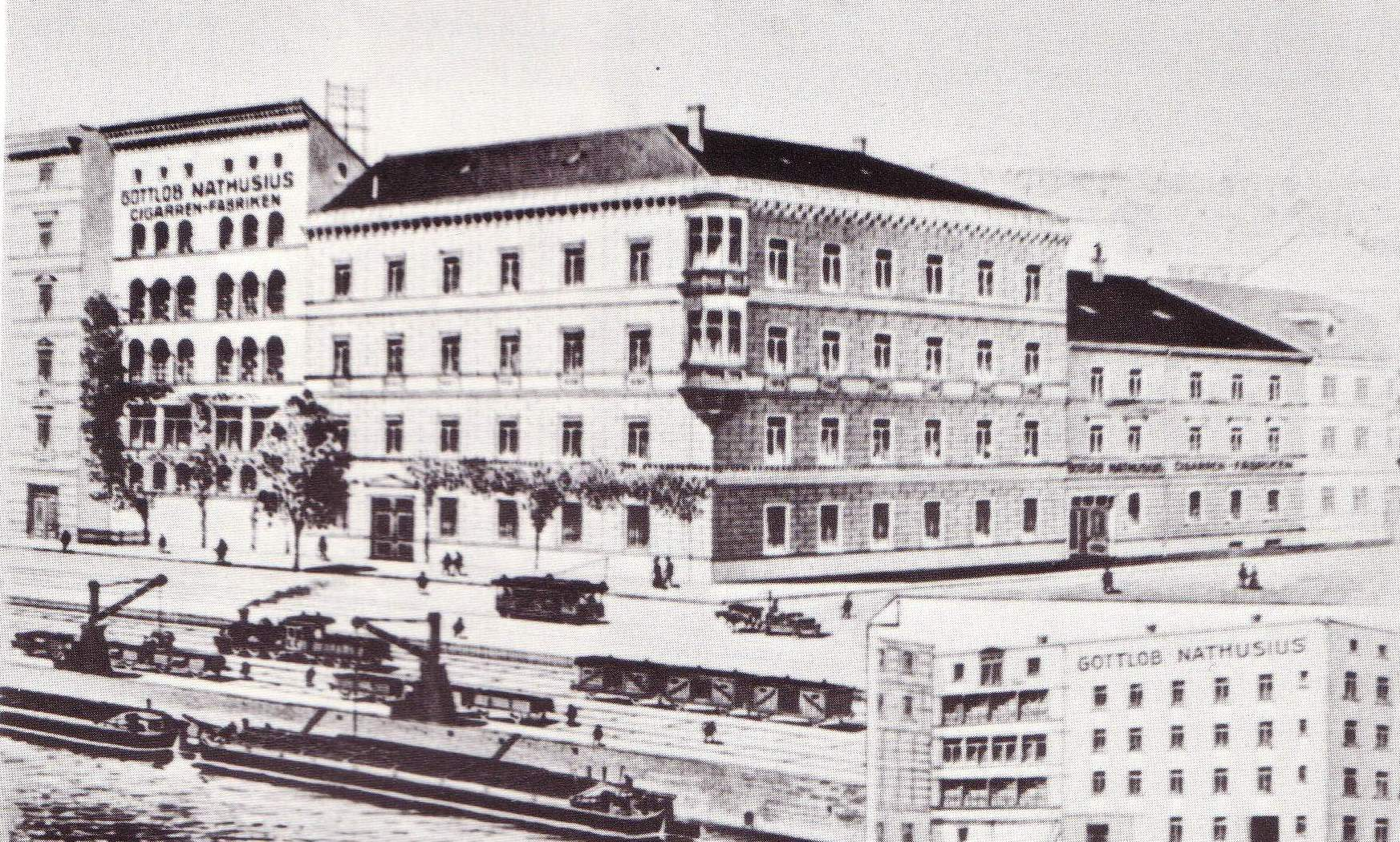
Die neue Zentralfabrik in Magdeburg an der Elbe. Adresse: Am alten Brücktor 8–10

Nach dem Tod von Moritz Nathusius 1886 übernahm dessen Sohn Gottlob August Nathusius die Firma. Da das Zigarrengeschäft stetig expandierte, mussten außerhalb Magdeburgs Zweigwerke angelegt werden, so in Calbe (Saale) in der Ritterstraße 2, in Mihla an der Werra sowie in Heiligenstadt. Die Tabakfabrikation der Nathusius'schen Fabriken ging ständig zurück und wurde schließlich zugunsten der Zigarrenherstellung ganz eingestellt. Am 1. April 1906 wurde dann auch die zu klein gewordene alte Fabrik am Breiten Weg aufgegeben und in moderne Fabrikationsräume in der Straße Am alten Brücktor 8–10 (heute existiert diese Straße nicht mehr) umgezogen.

### Gottlob Moritz Nathusius
Am 14. April 1906 starb Gottlob August Nathusius wenige Tage nach dem Umzug in die direkt an der Elbe gelegene neue „Zentral“-Fabrik. Sein Sohn Gottlob Moritz Nathusius übernahm das Geschäft – er war bereits seit dem 10. Oktober 1899 als Prokurist tätig und am 1. Januar 1904 als Teilhaber in die Firma aufgenommen worden.
Vor dem Ersten Weltkrieg wurden in den verschiedenen Werken der Tabakfabrik Gottlob Nathusius rund 100 verschiedene Zigarren-Sorten hergestellt. In der Magdeburger Zentral-Fabrik wurden – neben der dortigen Zigarren-Produktion – auch die in den Zweig-Fabriken hergestellten Zigarren verarbeitet. In Magdeburg erfolgte das Sortieren und Verpacken dieser Produkte. Ebenso waren hier die Kistenfabrikation, das Lager, der Versand und das Kontor (Verkauf, Buchhaltung) untergebracht. Die damals verwendete Schutzmarke der Produkte aus den Nathusius-Fabriken war „Gonama“, gebildet aus den jeweils ersten zwei Buchstaben der Namen in der zu der Zeit genutzten Firmenbezeichnung Gottlob Nathusius Magdeburg.

#### Erster Weltkrieg und Nachkriegszeit
Während der Kriegsjahre wurde der größte Teil der Produktion der Versorgung der Fronttruppen zugeteilt. Die gesamte Rohtabak-Bewirtschaftung (Einkauf und Verteilung des Rohtabaks) lag bei einer Verteilungsstelle des Reichs. Im Jahr 1918 wurde die Einfuhr von holländischen und amerikanischen Kolonialtabaken immer schwieriger und das Volumen entsprechend geringer, so dass die Erzeugung an Tabakfabrikaten so weit zurückging, dass der reguläre Handel mit Tabakwaren kaum noch beliefert werden konnte. Im Frühjahr 1919 waren alle Tabak-Restbestände aufgearbeitet, die Nachfrage konnte nicht mehr bedient werden. Finanzielle Einbußen entstanden zusätzlich dadurch, dass das Betriebskapital großteils in nun wertlose Kriegsanleihen investiert worden war.
Am 30. September 1934 wurde die Magdeburger Fertigung in ein neues Fabrikgebäude in der Königgrätzerstr. 20 (heute: Denhardtstraße) verlegt. Bis auf den Standort in Mihla wurden die Zweigwerke geschlossen. Im November 1936 starb Nathusius nach einem Zusammenbruch in seinem Büro im Altstädtischen Krankenhaus in Magdeburg.

### Gottlob Hans Nathusius
Die Erben der Firma und der Fabriken waren die Witwe und die beiden Kinder von Nathusius, Marga Katharina sowie der damals 11-jährige Gottlob Hans Nathusius (1925–2008). Gottlob Moritz Nathusius hatte es seiner Witwe testamentarisch zugestanden, die Firma zu verkaufen. Die wollte sie jedoch für ihren Sohn erhalten und so wurde 1936 zunächst der bisherige Prokurist Schade als Geschäftsführer eingesetzt.

#### Zweiter Weltkrieg und Nachkriegszeit
Am 16. Januar 1945 wurde das Magdeburger Fabrikgebäude bei dem verlustreichsten Bombenangriff auf den Rüstungsproduktionsstandort Magdeburg schwer beschädigt. Die Fabrikation lief dennoch unter schwierigen Bedingungen weiter. Nach der Rückkehr von Gottlob Hans Nathusius aus der Kriegsgefangenschaft im Jahr 1946 wurde er zunächst als Lehrling und am 1. Oktober 1948 als Teilhaber der Firma aufgenommen.
Trotz Schwierigkeiten bei der Beschaffung von Baumaterial und der Sperrung von Privat- und Firmen-Bankkonten in der sowjetischen Besatzungszone konnte die Fabrik in den Jahren 1946 und 1947 wiederaufgebaut werden. Das Zweigwerk in Mihla musste allerdings aufgegeben werden. Die Produktion wurde 1947 wieder aufgenommen. In der Folge kam es zu Engpässen bei der Rohstoffversorgung sowie zu politischen Repressalien gegen den Unternehmer.
Mit Veröffentlichung vom 5. Juli 1950 wurde die in fünfter Generation geführte Traditionsfirma vom Amtsgericht Magdeburg enteignet und stillgelegt. Im Anschluss an die Enteignung wurde eine Herren-Bekleidungsfabrikation der Marke „Hubert Schacht“ (Mäntel und Sakkos) in der ehemaligen Tabakfabrik eingerichtet.
Das enteignete Gebäude wurde nach der Wiedervereinigung an die Familie Nathusius zurückübereignet, und von dieser in den 1990er Jahren an die Universität Magdeburg verkauft. Die alten Fabrikanlagen wurden abgerissen und in das Gelände in den heutigen Universitäts-Campus integriert.

## Die Eigentümer bis zum Zweiten Weltkrieg

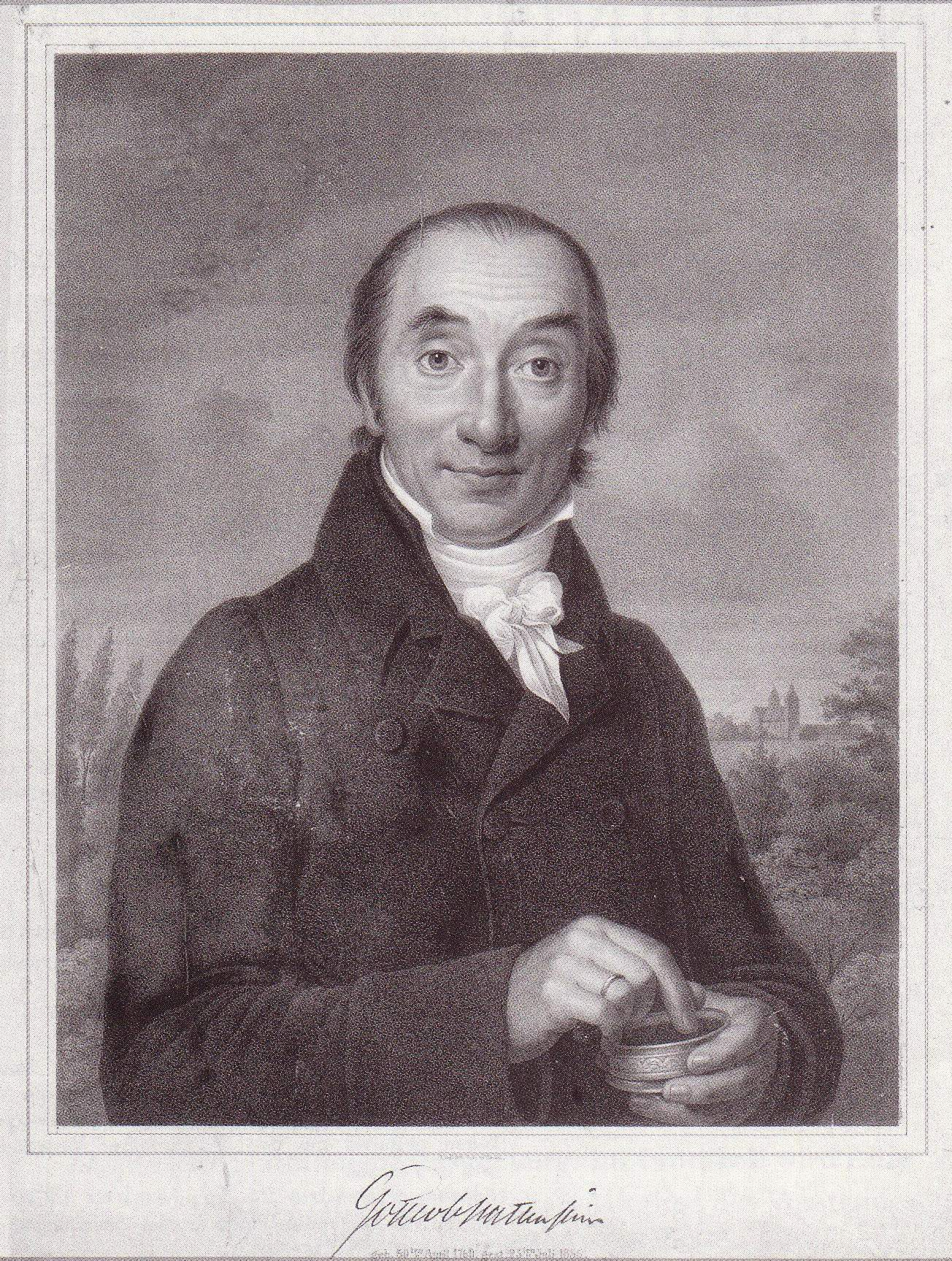
Johann Gottlob Nathusius (1760–1835)
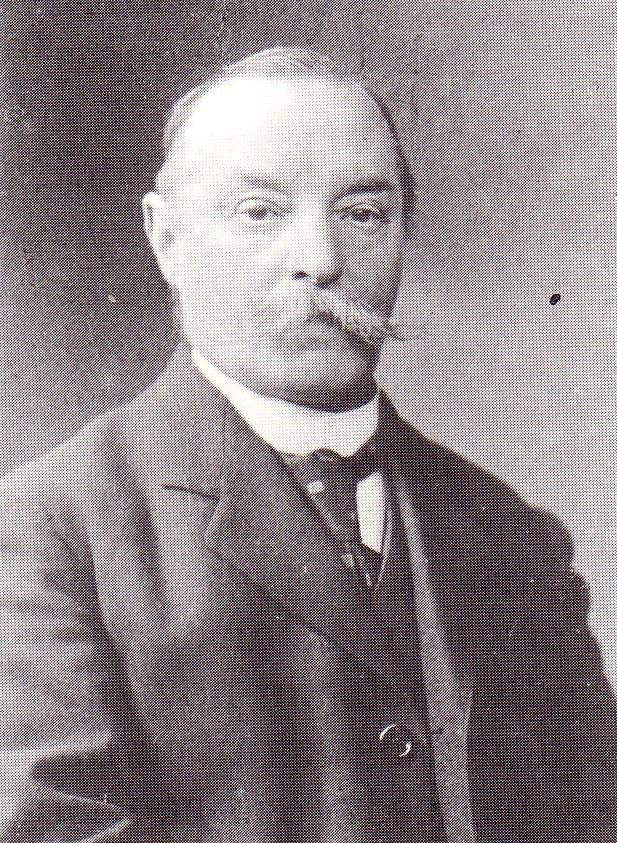
Moritz Heinrich Nathusius (1815–1886)
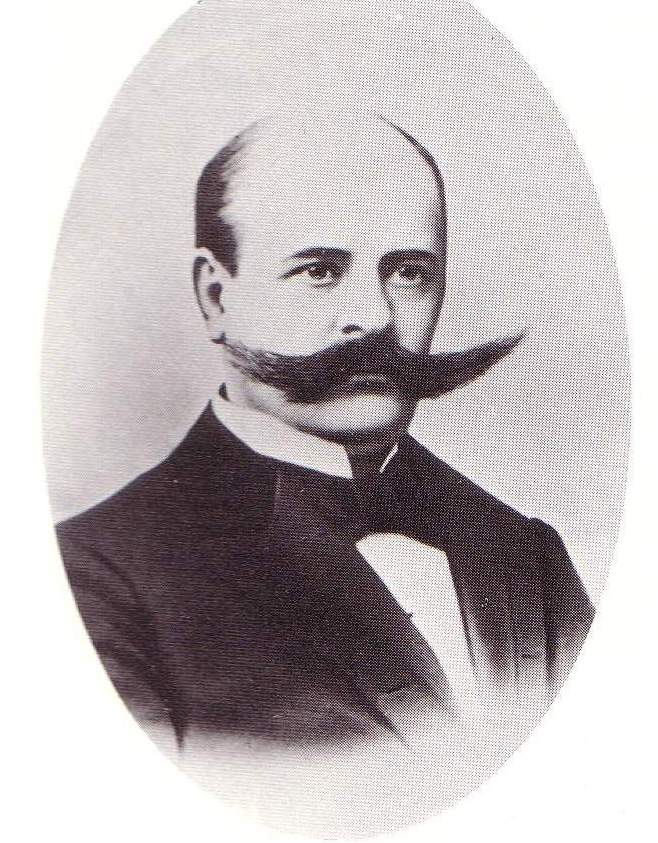
Gottlob August Nathusius (1849–1906)
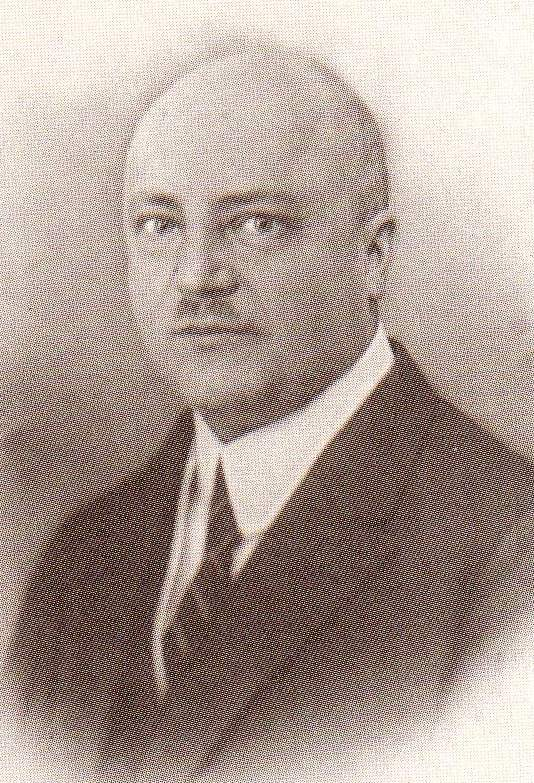
Gottlob Moritz Nathusius (1876–1936)

## Sonstiges

### Schläge vonRichter und Nathusius
Die Nathusius'sche Tabakfirma war Ende des 18. Jahrhunderts so bekannt, dass sie zum Sprichwort wurde. So soll auf einen alten Oberst in der Posener Garnison der Befehl zurückgehen: „Zählt mal dem Kerl 25 auf, aber von Richter und Nathusius“.

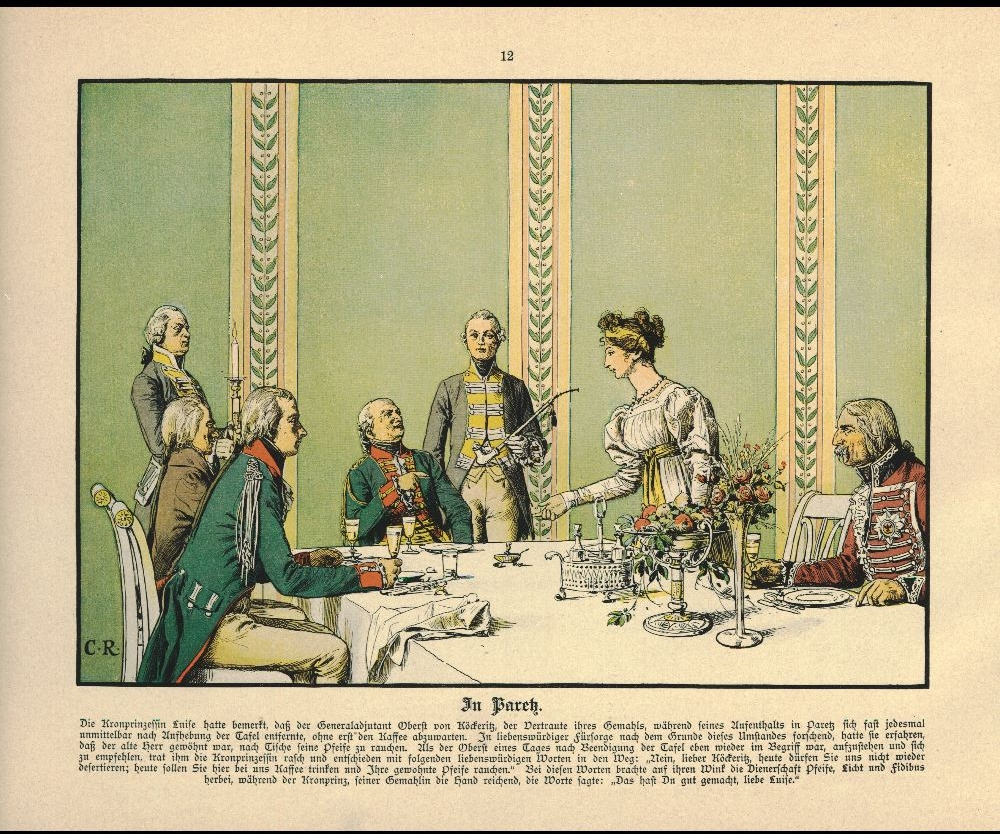
Kronprinzessin Luise erlaubt dem Generaladjutanten von Köckritz bei seinem Besuch in Schloss Paretz seine gewohnte Pfeife am Tisch zu rauchen

### Der simple Köckeritz
Karl Leopold von Köckritz, Generaladjutant Friedrich Wilhelms III., hatte sich an einen bestimmten Nathusius-Tabak so gewöhnt, dass ihm nichts anderes mehr schmeckte. Als die preußischen Einheiten 1806 vor den Franzosen fliehen mussten und wegen des Krieges dieser Tabak im Norden Deutschlands nicht mehr erhältlich war, bat er einen Danziger Tabak-Fabrikanten an Nathusius zu schreiben und ihn in des Generals Namen nach der Rezeptur zu fragen. Nathusius erlaubte die Produktion seines Tabaks in Danzig, und der dortige Fabrikant bat den General darum, dessen Namen als Marke verwenden zu dürfen. Der General erlaubte das mit der Aussage: „Nur keine Umschweife so dabei, ganz simpel“. Entsprechend wurde zukünftig dieser Tabak unter dem Namen "Simpler Köckeritz" verkauft.

### Der Etikettenprozess in Berlin
Ein kleinerer Berliner Tabakfabrikant brachte Anfang des 19. Jahrhunderts eigene Produkte unter dem Namen Richter & Nathusius auf den Markt. In einem Gerichtsverfahren wurde er von der Anklage, mit dem Verkauf dieser Produkte unter falscher Marke Käufer übervorteilt zu haben, freigesprochen. Julius Eduard Hitzigs Zeitschrift für die Criminal-Rechts-Pflege in den Preußischen Staaten mit Ausschluß der Rheinprovinzen führte dazu aus, dass es nach Meinung des Gerichtes üblich sei, schlechteren Tabak mit den Marken besserer Tabaksorten zu beschriften; das würden auch die großen Tabakproduzenten so praktizieren. Insofern würde keine Schädigung, mithin kein Betrug des Käufers vorliegen. Strafbar, wenn auch noch kein Betrug, sei nach Ansicht des Gerichtes aber die Verwendung von Marken anderer Produzenten, wenn ihnen so deren Kundschaft entzogen würde. Diese Strafbarkeit gelte allerdings nur bei unerlaubter Nutzung von Marken inländischer Produzenten, das Imitieren von Marken ausländischer Produzenten sei dagegen erlaubt. Zu dem Zeitpunkt gehörte Magdeburg zum Königreich Westphalen, die Klage wurde abschlägig beschieden und der Kläger (Gottlob Nathusius) wurde zu einer Strafzahlung von 30 Talern verurteilt.